# 横渠镇
横渠镇，是中华人民共和国陕西省宝鸡市眉县下辖的一个乡镇级行政单位。

## 行政区划
横渠镇下辖以下地区：
横渠村、古城村、街北村、孙家塬村、豆家堡村、土岭村、河滩村、文谢村、万家塬村、武家堡村、大镇村、红祥村、青化村、西寨村、咀头村、石马寺村、宣窝村、风池村、河湾村、金家庄村、油房堡村、跑安村、李魏村和曹梁村。